# سیم‌لوله

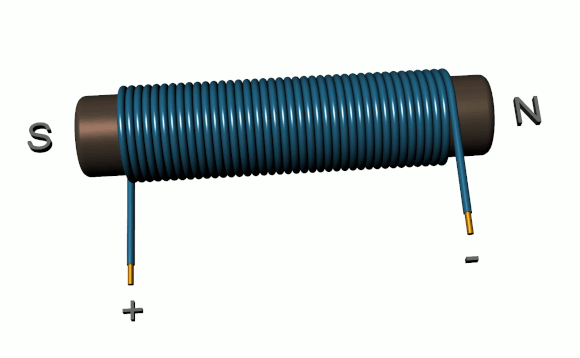
سیم‌لوله هسته‌دار

سیم‌لوله بدون هسته

سیم‌لوله (به انگلیسی: Solenoid) یک سیم‌پیچ به شکل استوانه است که معمولاً طول آن بیشتر از قطرش است و هنگامی که جریان الکتریکی از آن می‌گذرد در درون و بیرون آن میدان مغناطیسی به وجود می آید و بنابر قانون لنز با تغییر میزان جریان در برابر تغییر جریان مقاومت می‌کند. از سیم‌لوله برای مدیریت تغییر ناگهانی جریان در مدارها استفاده می‌شود.
میزان نیروی محرکه خودالقایی ناشی از تغییر جریان از فرمول زیر به‌دست می‌آید:
{\displaystyle \varepsilon _{L}=-L{\frac {\partial I}{\partial t}}}
که در آن:
L ضریب خودالقایی سیم‌لوله است. یکای آن در SI هانری است.
I جریان الکتریکی
t زمان است.
میزان ضریب خودالقایی برای سیم‌لوله از فرمول زیر به‌دست می‌آید:
{\displaystyle L=k\mu _{0}{\frac {N^{2}A}{l}}}
که در آن:
k ضریب سیم‌لوله است و برای سیم‌لوله بدون هسته برابر یک و برای سیم‌لوله هسته‌دار مقادیر بزرگی مانند هزار است.
{\displaystyle \mu _{0}} ثابت تراوایی مغناطیسی خلأ
N تعداد دورها در سیم‌لوله
A مساحت یک دور سیم‌لوله
و l طول سیم‌لوله است.

## جهت میدان مغناطیسی در مرکز سیم‌لوله

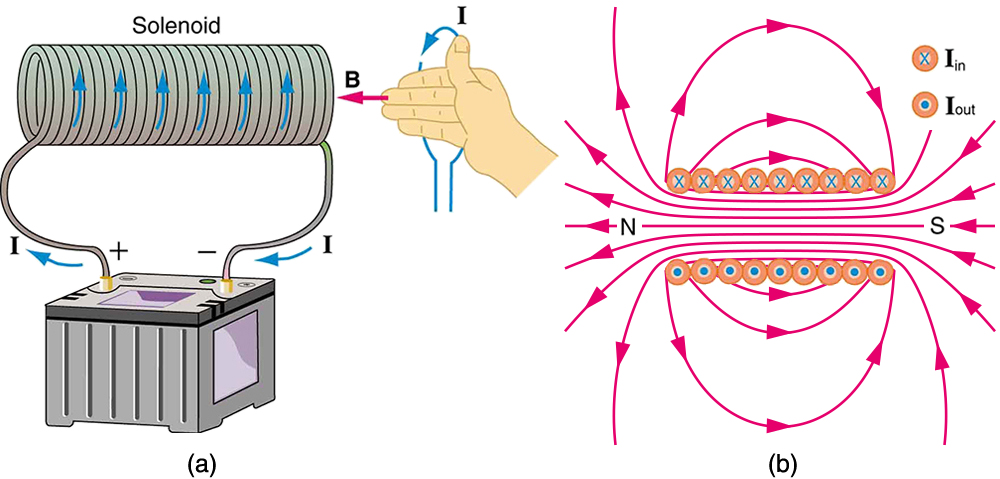
قانون دست راست در سیم‌لوله

چهار انگشت دست سمت راست را روی سیم‎‌های سیم‌لوله در جهت جریان قرار می‌دهیم، در این صورت انگشت سمت شست، جهت خطوط میدان را درون سیم لوله نشان می دهد.
میدان مغناطیسی نه‌تنها در داخل سیم‌لوله بلکه در بیرون آن نیز برقرار است. 

با تعیین جهت میدان مغناطیسی در داخل و یا مرکز سیم‌لوله می‌توان قطب اصلی آن(N,S) پدید می آید.

## میدان مغناطیسی

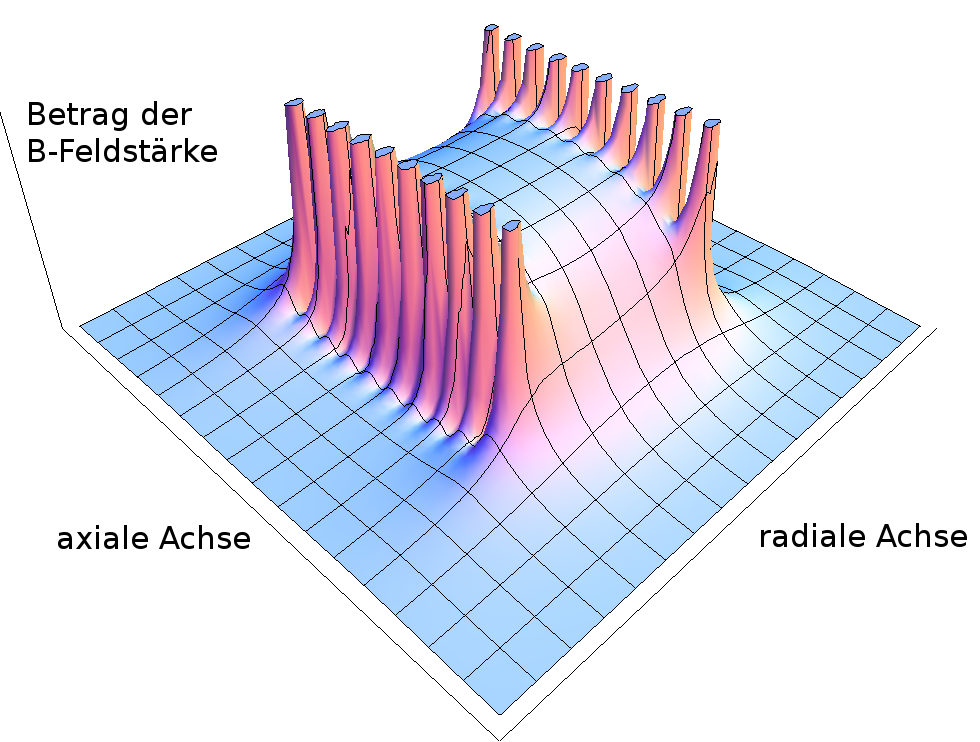
یک نمایش سه‌بعدی از میزان میدان مغناطیسی در درون و بیرون سیم‌لوله

اندازه میدان مغناطیسی درون یک سیم‌لوله آرمانی (یعنی اگر قطر حلقه های سیملوله در مقایسه با طول آن، بسیار کوچک و حلقه های آن، خیلی به هم نزدیک باشند) از قانون آمپر به‌دست می‌آید:
{\displaystyle B=\mu _{0}I{\frac {N}{l}}}N تعداد دورها در سیم‌لوله
و l طول سیم‌لوله است.
اگر سیم‌لوله ایده‌آل نباشد این میزان با تقریب خوبی برای مرکز سیم‌لوله صدق می‌کند.

## کاربردها

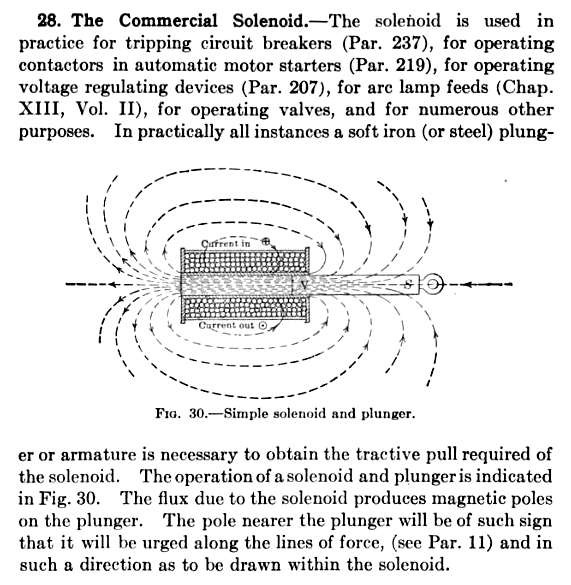
تصویری از یک کتاب و پاراگراف توضیح دهنده سیم لوله به عنوان محرک به همراه نگاره ای از آن

از سیم‌لوله‌ها در مدارهای الکتریکی استفاده می‌شود و نماد آن L است از آن برای جلوگیری از تغییرات ناگهانی در میزان جریان استفاده می‌شود زیرا به علت خودالقایی سیم‌لوله در لحظه اول در برابر تغییر میزان جریان ناگهانی مقاومت بی‌نهایت از خود نشان می‌دهد و مقاومت آن برحسب زمان به سرعت افزایش می‌یابد تا در بی‌نهایت به بینهایت میل کند. میزان این تغییر در مدارهای RL (سیم‌لوله و مقاومت) از فرمول زیر پیروی می‌کند:
{\displaystyle I={\frac {\varepsilon }{R}}(1-e^{-{\frac {Rt}{L}}})}
که t زمان است.
همچنین مدارهای RCL (سیم‌لوله، مقاومت و خازن) در جریان متناوب نیز کاربرد دارند.